# Cartellodes levis
Cartellodes levis är en fjärilsart som beskrevs av Thierry-mieg 1893. Cartellodes levis ingår i släktet Cartellodes och familjen mätare. Inga underarter finns listade i Catalogue of Life.